# Баззаро, Эрнесто

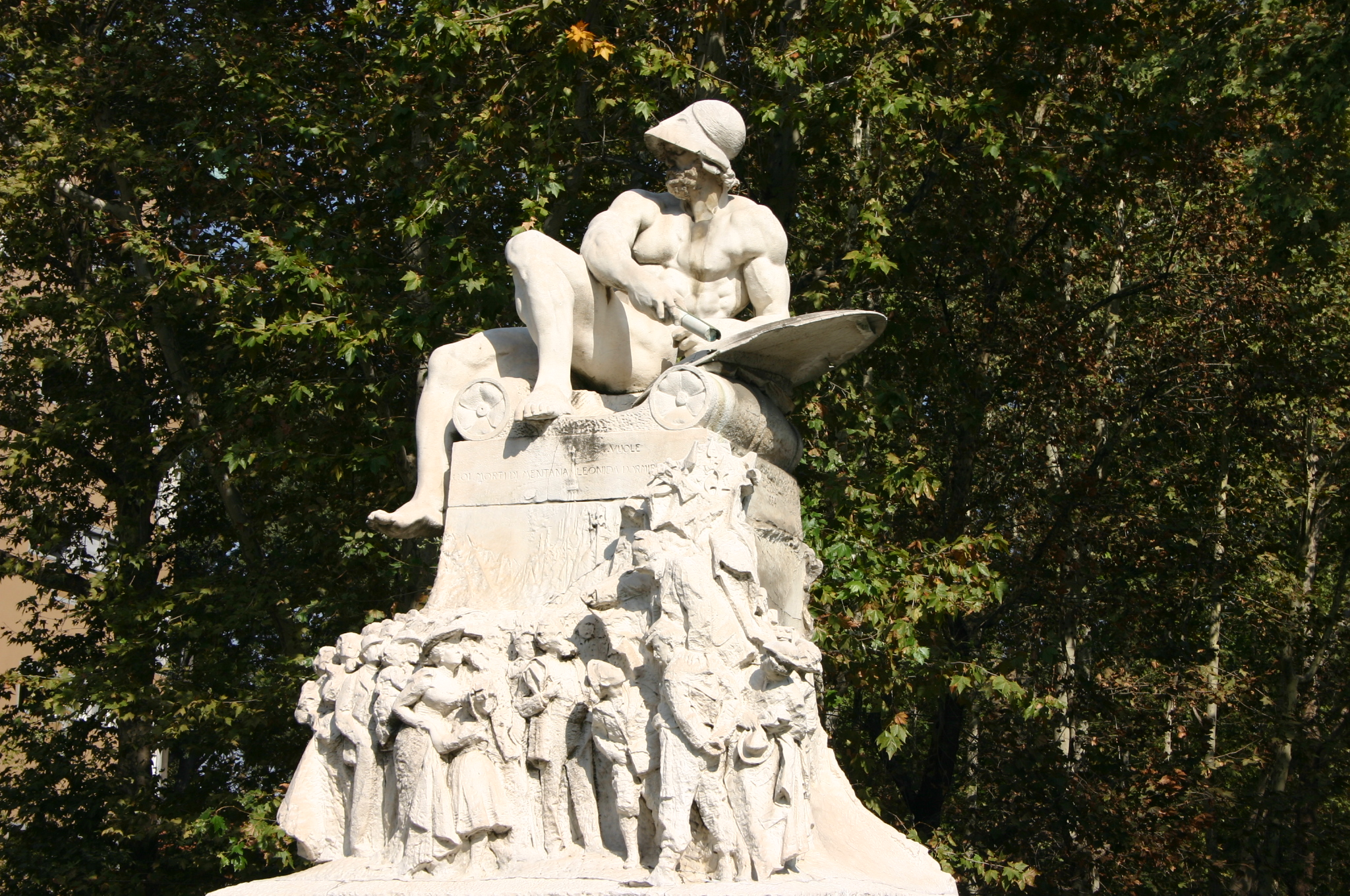
Памятник Феличе Каваллотти, Милан

Эрнесто Баззаро (итал. Ernesto Bazzaro; 29 марта 1859[…], Милан — 18 мая 1937, Милан); 29 мая 1859, Милан – 18 мая 1937, Милан) — итальянский скульптор.

## Биография
Эрнесто Баззаро родился в Милане в 1859 году. Его старшим братом был художник Леонардо Баззаро. Как и его старший брат, Эрнесто обучался в Академии Брера в Милане, поступив туда в 1875 году и обучаясь у Антонио Борги и Джузеппе Гранди. Во время учебы он познакомился с Леонардо Бистольфи и Гаэтано Превиати.  
Он был одним из самых известных Ломбардских скульпторов конца XIX века. Его работы были выполнены в стилистике близкой к импрессионизму, влияние на которые оказали работы Транквилло Кремона и Джузеппе Гранди, особенно это проявилось в его работах «Портрет матери» и в «Чтеце» 1881 года. 
В 1881 году получил премию Луиджи Каноника, представив скульптуру, выполненную в романтическом стиле «Сорделло да Гойто». В эти же годы он стал участником  миланского движения Скапильятуры, под руководством Джузеппе Гранди.  
С 1905 по 1908 год Эрнесто заседал в городском совете Милана в рядах "Союза Народных Партий", в которую входили социалисты, радикалы и республиканцы. 
В 1913 году он выставлял свои работы  «Бедуин» и «Автопортрет улыбающихся» на Международной выставке в Риме. 
В 1917 году он провел свою первую персональную выставку в Центральной картинной галерее в Милане, где представил бронзовую работу Autoritratto serio. 
Эрнесто работал в жанровой и монументальной скульптуре. Автопортреты являются наиболее интересным разделом творчества Баззаро. Кроме этого многие его работы были выполнены для погребальных памятников на Монументальном кладбище Милана и на кладбище Палланцы. Эрнесто выполнил множество работ, в том числе памятник Джузеппе Гарибальди в Монце в 1886 году и памятник Феличе Каваллотти в Милане. 
Его работы получали признание на выставках в Италии и за границей. В 1888 году он получил приз принца Умберто за гипсовую группу «Вдова», которая также была награждена призами на международных выставках 1889 года в Париже, 1892 года в Мюнхене и национальной выставке 1892 года в Палермо, где она была приобретена Министерством просвещения.
Баззаро умер в Милане в 1937 году. 
Среди его учеников были Костанте Котер и Паоло Трубецкой.